# 阮氏秋河
阮氏秋河 （1970年5月27日—），或译阮氏秋霞、阮氏秋荷，越南女性政治人物，生于宁平省华闾市，越南共产党籍，心理学博士、副教授，现任越南祖国阵线中央委员会副主席、秘书长。

## 生平
阮氏秋河曾担任越南婦女聯合會副主席、中央婦女幹部學校校长，2012年，学校升格為本科大学越南婦女學院后，她出任首任校长。
2014年，阮氏秋河调任越南南部永隆省，出任该省党委副书记。2015年，她重新回到妇联，出任第十一届越南妇女联合会主席，2017年3月，当选第十二届越南妇联主席。2020年4月，阮氏秋河回到家乡宁平省，接替转任越南共产党中央组织部副部长的阮氏清出任越共宁平省委书记。
2023年3月15日，阮氏秋河不再担任越共宁平省委书记，接替黎进珠出任越南祖国阵线中央委员会副主席、秘书长。